# NGC 1206
NGC 1206 je galaksija u zviježđu Eridanu.

## Vanjske poveznice
- SEDS: NGC 1206